# 四氟化钛
四氟化钛是一种无机化合物，化学式为TiF4。它是一种无色有吸湿性的固体。与其他钛卤化物相比，它采用了八面体配位的钛聚合物结构。

## 制备
制备四氟化钛的传统方法是过量氟化氢与四氯化钛反应，然后通过升华提纯：
TiCl4  +  4 HF   →   TiF4  +  4 HCl